# Cyklistika na Letních olympijských hrách 1896
Cyklistické soutěže na Letních olympijských hrách v Athénách.

## Silniční cyklistika

### Muži
| Kategorie                      | Zlato                                  | Stříbro                            | Bronz                                |
| ------------------------------ | -------------------------------------- | ---------------------------------- | ------------------------------------ |
| Muži závod s hromadným startem | Aristidis Konstantinidis · Řecko (GRE) | August von Gödrich · Německo (GER) | Edward Battel · Velká Británie (GBR) |

## Dráhová cyklistika

### Muži
| Kategorie | Zlato                         | Stříbro                                  | Bronz                         |
| --------- | ----------------------------- | ---------------------------------------- | ----------------------------- |
| sprint    | Paul Masson · Francie (FRA)   | Stamatios Nikolopoulos · Řecko (GRE)     | Léon Flameng · Francie (FRA)  |
| 1/2 km    | Paul Masson · Francie (FRA)   | Stamatios Nikolopoulos · Řecko (GRE)     | Adolf Schmal · Rakousko (AUT) |
| 10 km     | Paul Masson · Francie (FRA)   | Léon Flameng · Francie (FRA)             | Adolf Schmal · Rakousko (AUT) |
| 100 km    | Léon Flameng · Francie (FRA)  | Georgios Kolettis · Řecko (GRE)          | nebyla udělena                |
| 12 hodin  | Adolf Schmal · Rakousko (AUT) | Frederick Keeping · Velká Británie (GBR) | nebyla udělena                |

## Přehled medailí
| Pořadí | Země           | Zlato | Stříbro | Bronz | Celkově |
| ------ | -------------- | ----- | ------- | ----- | ------- |
| 1.     | Francie        | 4     | 1       | 1     | 6       |
| 2.     | Řecko          | 1     | 3       | 0     | 4       |
| 3.     | Rakousko       | 1     | 0       | 2     | 3       |
| 4.     | Velká Británie | 0     | 1       | 1     | 2       |
| 5.     | Německo        | 0     | 1       | 0     | 1       |